# 5人の軍隊
『5人の軍隊』（ごにんのぐんたい）は、秋本治による日本の漫画。1979年に『週刊少年ジャンプ増刊』に掲載された。短編集などに収録されなかったため、1979年の初出以降、長らく読むのが困難な状況にあったが、2004年8月の『秋本治SHOW劇場 第4号』（集英社ジャンプリミックス）に戦争と平和特集の一環として収録、実に25年目の初蔵出しとなった。

## あらすじ
時は太平洋戦争末期、日本軍の少年航空兵・山本はマーシャル諸島の無人島にパラシュートで漂着し、そこで4人の日本兵と出会う。彼らは問題行動などから日本軍に見捨てられて無人島に置き去りにされ、戦闘機も軍艦も来ない平和な島で、人知れずのびのびと自活していたのだった。一方で、日本兵としての使命に燃える山本は、戦争と関係ないところでのんびりと生活する4人に違和感を覚える。そんなある日、山本が島を散策中、同じ島に建設されていた米空軍基地を発見してしまい…。

## 登場人物
山本（やまもと）
日本軍の航空兵。10代後半と思われる。青森出身で、妹がいる。
志願兵で国のために命を捨てる覚悟を持っているが、それが故に平和な島で自活する少佐たちに不満を抱く。
血気盛んだが実戦経験に乏しいため、米兵に遭遇した際には銃を投げ出して逃げてしまい、他の4人を巻き添えにすることとなる。
佐々木（ささき）
階級は少佐。この作中のなかで階級が一番高いため、形式上の分隊長。他の3人と浜に打ち上げられたB-29の残骸で生活する。
就寝中にうなされることがしばしば。
実は少佐などではなく、敵前逃亡した二等兵。かつて所属していた部隊が作戦の失敗により自分を残し全滅、捕虜になった際に殺されぬよう上官の少佐の軍服を借りて遠くの島で身を隠していたところ、他の3人に出会ったのだった。
寺島（てらしま）
二等兵。眼鏡をかけている。元高利貸しで、上官にも多額の金を貸していた金の亡者。山本を“ボン”と呼ぶ。
夢は儲けた金で大会社をつくること。しゃべる言葉から関西出身と思われる。
小林（こばやし）
二等兵。あだなは“よたろう”。シンキチという野生の猿を飼っている。
軽度の知的障害と思われ、元から性格的に軍人に向いていない。
熊田（くまだ）
二等兵。通称“クマ”。大柄で眼鏡をかけている。
上官を殴るなどして、しばしば軍法会議にかけられていたという。

## 収録作品
- 漫画家たちの戦争4　『戦場の現実と正体』　金の星社　2013年3月発行　ISBN 978-4-323-06404-8